# Parfait-Tic !
Parfait Tic ! (パフェちっく!) est un shōjo  manga de Nanaji Nagamu, prépublié entre 2000 et 2007 dans le magazine Margaret et compilé en un total de 22 tomes. La version française a été publiée par Panini Comics.
Une première adaptation en série télévisée taiwanaise de 13 épisodes est diffusée sous le titre Love Buffet entre 2010 et 2011. Une seconde adaptation en série télévisée de 10 épisodes est aussi diffusée le 31 mars 2018 au Japon.